# Classe Ammiragli
La classe Ammiragli est une classe de quatre sous-marins océaniques construits  pour la Marine royale italienne (en italien : Regia Marina) durant la Seconde Guerre mondiale.
Parfois, elle est également appelée classe Cagni, du nom de l'unité de tête, ou classe Caracciolo, du nom de la troisième unité.

## Conception
Leur tâche était la lutte contre la marine marchande, et pour ce rôle ils avaient au moins une caractéristique vraiment intéressante, liée à l'armement. Ils disposaient en fait de torpilles de 450 mm, comme lors de la précédente guerre mondiale, mais avec un sous-marin beaucoup plus grand et plus puissant, de sorte que l'adoption de petites torpilles sur une très grande coque impliquait la présence d'une quantité énorme de torpilles: jusqu'à 38 torpilles, un record absolu à l'époque et sur les sous-marins modernes. Il y avait 8 tubes de lancement à la proue, 6 à la poupe, et afin d'optimiser les performances, les torpilles utilisées étaient d'un nouveau type, entre les 450 mm typiques et les 533 mm. Les torpilles italiennes étaient équipées, dans le cas du 450 mm, de 110 kg de charge explosive, tandis que le 533 mm avait 270 kg d'ogive. Les 450 mm du Ammiragli Cagni, en revanche, étaient équipés d'une charge de 200 kg, tout comme les torpilles aéro-largables de ce calibre.
Le choix des torpilles n'a pas été fortuit, car ces sous-marins ont été conçus pour l'attaque de marchands isolés, même dans des mers très lointaines; en effet, après la grande mission sans escale de 136 jours (environ 4 mois), le Ammiragli Cagni disposait de réserves de nourriture et de carburant pour un mois supplémentaire.
Le grand nombre de ces armes garantissait une longue portée de tir, chose rare dans le cas des sous-marins de l'époque, et le nombre de tubes pouvait garantir une forte probabilité de toucher des cibles importantes, si l'on voulait sacrifier un grand nombre de torpilles pour des cibles uniques; un autre aspect particulier était la présence d'un ferroguide qui permettait la translation des torpilles de la proue à la poupe et vice versa, avec la possibilité de les faire tourner dans la chambre de tir avant. 
Dans la pratique, tout cela n'a pas fonctionné, en partie à cause des déficiences techniques dont ont souffert tous les sous-marins italiens, et en partie à cause des exigences opérationnelles. Il s'est donc avéré que pour ravitailler l'Afrique du Nord, il était nécessaire d'utiliser des sous-marins, moins susceptibles d'être interceptés par la Royal Navy, et les grands navires de cette classe avaient suffisamment d'espace pour transporter une certaine quantité de provisions, alors que d'autres types de sous-marins étaient beaucoup trop petits. Cependant, les sous-marins océaniques de cette classe n'étaient pas idéaux pour se déplacer en Méditerranée, et trois navires de la classe employée ont donc été coulés en une quinzaine de missions.
Seul le Ammiragli Cagni, le navire de tête de la classe, a opéré comme prévu dans l'Atlantique, en coulant quelque 5500 tonnes de navires marchands.
Malgré ses nombreuses promesses, cette classe de sous-marins n'a pas eu un effet appréciable sur les événements du temps de guerre.

## Caractéristiques
Ils déplaçaient 1 703 tonnes en surface et 2 185 tonnes en immersion. Les sous-marins mesuraient 87,9 mètres de long, 7,97 mètres de large et 5,86 mètres de tirant d'eau. Ils avaient une profondeur de plongée opérationnelle de 105 mètres (315 pieds). Leur équipage comptait 85 officiers et hommes.
Pour la navigation de surface, les sous-marins étaient propulsés par deux moteurs diesel de 2 185 chevaux-vapeur (1 630 kW), chacun entraînant un arbre d'hélice. En immersion, chaque hélice était entraînée par un moteur électrique de 900 chevaux-vapeur (650 kW). Ils pouvaient atteindre 17 nœuds (31 km/h) en surface et 8,5 nœuds (15,7 km/h) sous l'eau. En surface, la classe Ammiragli avait une autonomie de 13 500 milles nautiques (25 000 km) à 9 noeuds (17 km/h), en immersion, elle avait une autonomie de 107 milles nautiques (198 km) à 3 noeuds (5,6 km/h) .
Les sous-marins étaient armés de 14 tubes lance-torpilles internes de 450 millimètres (8 à l'avant et 6 à l'arrière) pour lesquels ils transportaient 38 torpilles. Ils étaient également armés de 2 canons de pont de 100 mm calibre 47 Modèle 1938 pour le combat en surface. Leur armement anti-aérien consistait en deux mitrailleuses doubles Breda Model 1931 de 13,2 mm.

## Unités
Les quatre sous-marins ont été construits par le Cantieri Riuniti dell'Adriatico (CRDA) de Monfalcone, mis en chantier en 1939 et achevés en 1941.
| Regia Marina - Classe Ammiragli | Regia Marina - Classe Ammiragli    | Regia Marina - Classe Ammiragli | Regia Marina - Classe Ammiragli | Regia Marina - Classe Ammiragli | Regia Marina - Classe Ammiragli                                                      |
| Sous-marin                      | Homonyme                           | Début de construction           | Lancement                       | Entrée en service               | Destination finale                                                                   |
| ------------------------------- | ---------------------------------- | ------------------------------- | ------------------------------- | ------------------------------- | ------------------------------------------------------------------------------------ |
| Ammiraglio Cagni                | Umberto Cagni                      | 16 septembre 1939               | 20 juillet 1940                 | 1er avril 1941                  | Rendu aux Alliés à Durban, Afrique du Sud, en septembre 1943, Démoli en 1948         |
| Ammiraglio Caracciolo           | Francesco Caracciolo               | 16 octobre 1939                 | 16 octobre 1940                 | 1er juin 1941                   | Sabordé après des dégâts par HMS Farndale (L70), près de Bardia, le 11 décembre 1941 |
| Ammiraglio Millo                | Enrico Millo                       | 16 octobre 1939                 | 31 août 1940                    | 1er mai 1941                    | Coulé par le sous-marin britannique HMS Ultimatum (P34) le 14 mars 1942              |
| Ammiraglio Saint-Bon            | Simone Antonio Pacoret de Saint-Bo | 16 septembre 1939               | 6 juin 1940                     | 12 juin 1941                    | Coulé par le sous-marin britannique HMS Upholder (P37) le 5 janvier 1942             |

12 autres sous-marins étaient prévus pour les programmes de construction navale de 1940 et 1941 mais ont été annulés à la suite du déclenchement de la Seconde Guerre mondiale.

### Ammiraglio Cagni
En Méditerranée, il a effectué 5 missions offensives-exploratoires, 5 missions de transport (transportant un total de 895 tonnes de matériel à destination) et 16 missions de transfert, couvrant 11 638 milles nautiques en surface et 570 milles nautiques sous l'eau.
Il était alors destiné à l'Atlantique. Lors de sa première mission, qui a duré 136 jours, il est allé jusqu'à Cape Town, coulant le navire à moteur anglais Dagomba (3 485 tonneaux) et le vapeur grec Argo (995 tonneaux), résultats plutôt maigres par rapport aux attentes.
La deuxième mission atlantique, au cours de laquelle le croiseur auxiliaire Asturias (22 048 tonneaux) a été gravement endommagé, a été interrompue à la suite de l'armistice : le sous-marin s'est rendu aux Alliés à Durban.
Il est retourné en Italie et a mené des activités de formation jusqu'à l'après-guerre, où il a été mis hors service ; il a été démantelé en 1948.

### Ammiraglio Caracciolo
De retour de sa première mission (transport de matériel à Bardia), le 11 décembre 1941, il attaque sans succès un convoi mais, lorsqu'il est découvert, il est endommagé par des grenades sous-marines. Il émerge et est touché par le tir d'artillerie du destroyer britannique HMS Farndale (L70) et se saborde. Quarante-huit hommes sont morts, tandis que les 53 survivants ont été secourus (et faits prisonniers) par des unités britanniques.

### Ammiraglio Millo
Il a effectué un total de 6 missions offensives, 4 missions de transport (transportant un total de 623 tonnes de matériel) et 4 missions de transfert, couvrant un total de 8 045 milles nautiques en surface et 532 milles nautiques sous l'eau.
Le 14 mars 1942, alors qu'il revenait d'une embuscade dans les eaux maltaises, il fut torpillé par le sous-marin HMS Ultimatum (P34) et coula en quelques instants, emportant avec lui 55 ou 57 hommes, alors qu'il y avait 15 survivants.

### Ammiraglio Saint-Bon
Au total, il a effectué 5 missions de transport (transportant un total de 712 tonnes de matériel) et 5 missions de transfert, pour un total de 6 927 milles nautiques de navigation en surface et 354 milles nautiques sous l'eau.
Le 5 janvier 1942, lors de sa cinquième mission de transport, il fut torpillé par le sous-marin HMS Upholder (P37) et explosa, coulant avec 57 de ses 60 hommes au large de Punta Milazzo.

## Source de la traduction
- (it) Cet article est partiellement ou en totalité issu de l’article de Wikipédia en italien intitulé « Classe Ammiragli » (voir la liste des auteurs).